# Halichondria stylata
Halichondria stylata är en svampdjursart som beskrevs av Diaz, van Soest och Pomponi 1993. Halichondria stylata ingår i släktet Halichondria och familjen Halichondriidae.
Artens utbredningsområde är Venezuela. Inga underarter finns listade i Catalogue of Life.